# Патентное право
Патентное пра́во — институт гражданского права, регулирующий правоотношения, связанные с созданием и использованием (изготовление, применение, продажа, иное введение в гражданский оборот) объектов интеллектуальной собственности, охраняемых патентом. Наряду со средствами индивидуализации (товарными знаками, наименованиями мест происхождения товаров и др.) упомянутые результаты интеллектуальной деятельности входят в число объектов промышленной собственности.

## История
Выдача привилегий на изобретения в России началась к середине XVIII века, первая из них была выдана в марте 1748. До 1812 было выдано 76 привилегий «на промыслы, торговлю и изобретения в ремёслах и художествах».
17 июня 1812 Александр I подписал манифест «О привилегиях на разные изобретения и открытия в ремёслах и художествах», являющийся первым патентным законом в России. Этот манифест, подписанный императором Александром I, как правило, считается самым ранним в России законом о защите прав интеллектуальной собственности. В течение следующих ста лет, после издания Манифеста от 17 июня 1812 года права интеллектуальной собственности развивались по той же схеме, что и законы об интеллектуальной собственности других европейских стран. В «Положении о привилегиях на изобретения и усовершенствования», принятом 20 мая 1896, уже содержится большинство элементов современной патентной системы, такие, как обеспечение, новизне и эффективности требований, и пятнадцатилетний эксклюзивный срок действия патента.
После большевистской революции 1917 года, российские политическая и экономическая системы резко изменились практически в одночасье. Капиталистическая монархия исчезла, сменившись Советской Социалистической республикой с её регулируемой плановой экономикой, субсидированными производствами и полным отсутствием частного предпринимательства и частной собственности. Все, кроме самых основных типов собственности, принадлежало «народу» — этим словом подменяли слова «коммунистическое государство». В 1965 г. СССР присоединился к Парижской конвенции об охране промышленной собственности. В 1973 г. было принято «Положение об открытиях, изобретениях и рационализаторских предложениях», которое с учётом дополнений 1978 г. существовало до принятия в
1991 г. Закона об изобретениях в СССР.

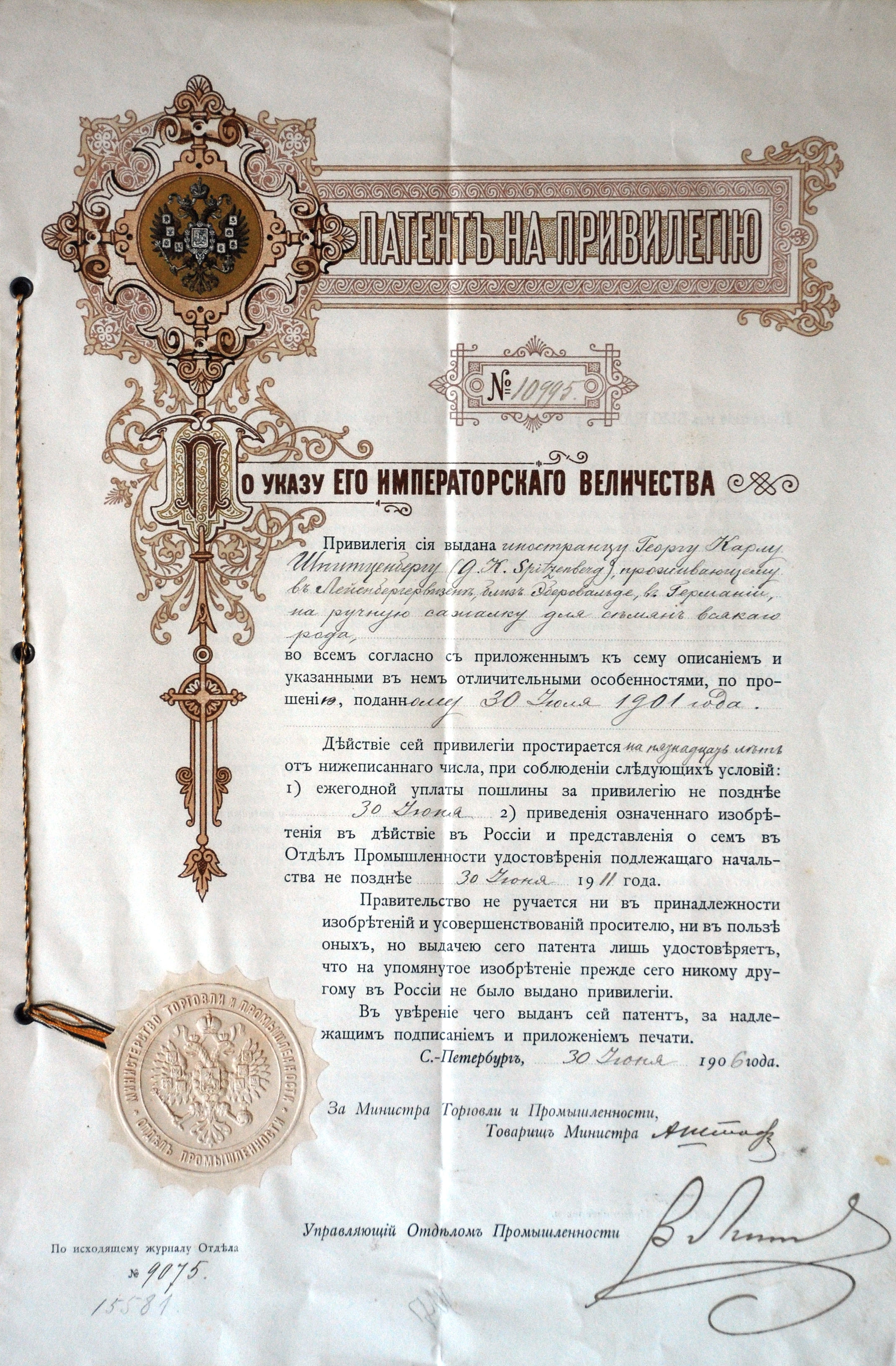
Патент на привилегию (1906 год)
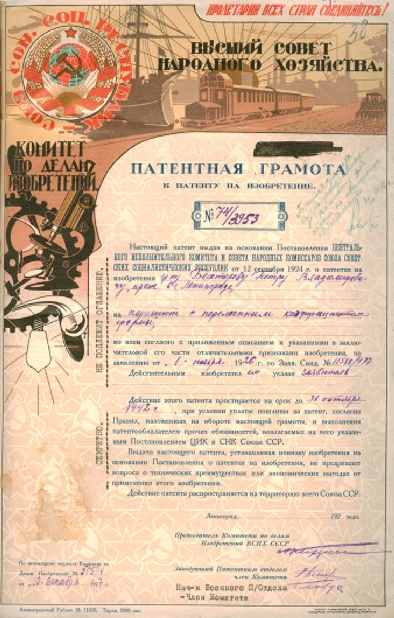
Патентная грамота (1927 год)
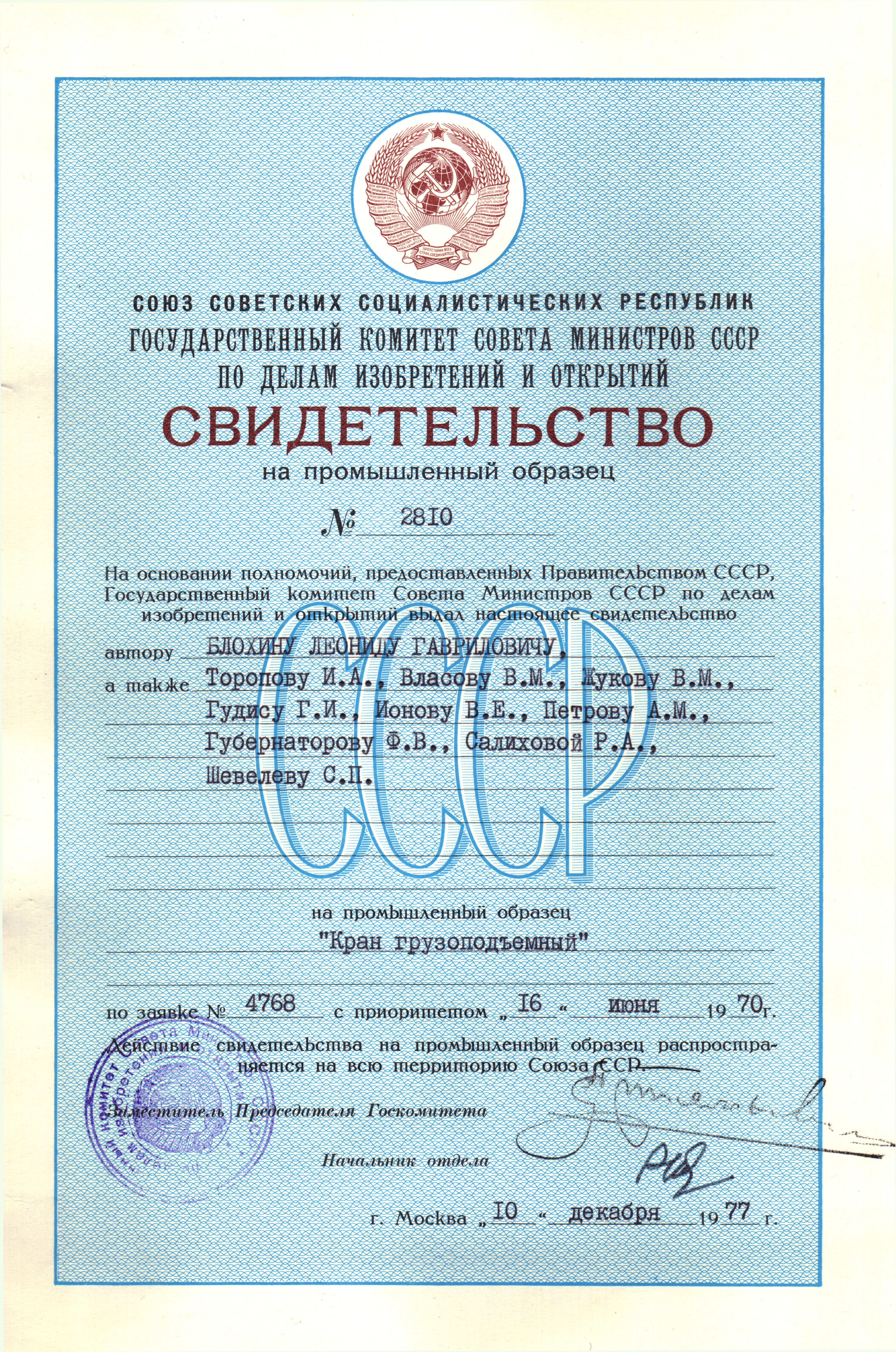
Свидетельство на промышленный образец (1977 год)
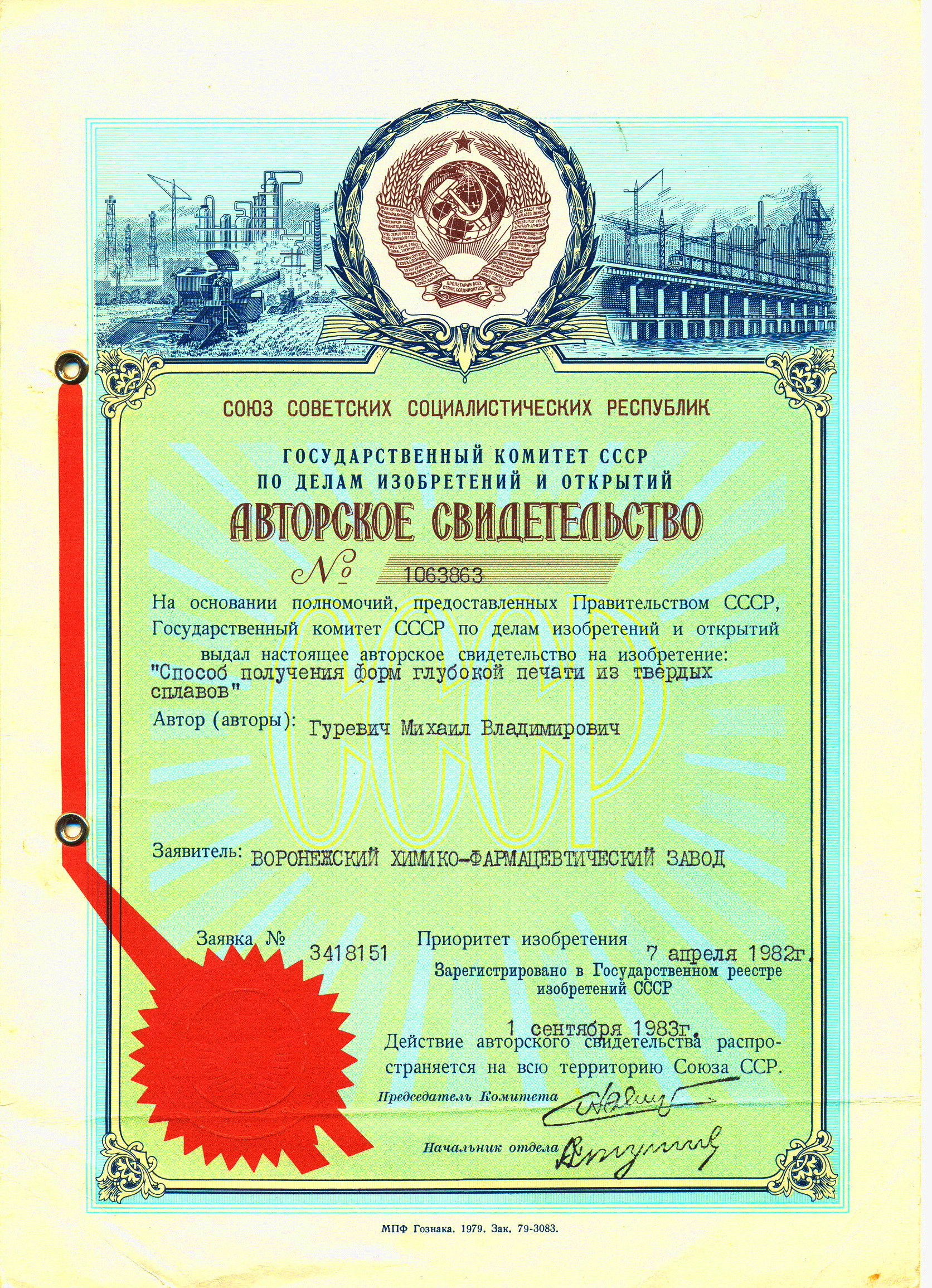
Авторское свидетельство на изобретение (1983 год)

## Современное состояние
Российское законодательство не содержит в явном виде определения патента, но на практике под патентом понимается документ, выдаваемый от имени государства лицу, подавшему заявку в установленном законом порядке, в подтверждение его прав на изобретение, полезную модель или промышленный образец. «Патент удостоверяет приоритет, авторство изобретения, полезной модели или промышленного образца и исключительное право на изобретение, полезную модель или промышленный образец». Под правом авторства понимается право признаваться автором изобретения. Под исключительным правом понимается то, что использование соответствующего объекта возможно либо самим правообладателем, либо с его прямого разрешения.
Субъекты патентного права:
1. Первоначальным субъектом патентного права является автор — гражданин, творческим трудом которого создан соответствующий результат интеллектуальной деятельности;
2. Патентообладатели. Это физические лица, группы лиц и организации, которые обладают исключительным правом использования изобретения;
3. Работодатели авторов служебных изобретений, полезных моделей и промышленных образцов приобретают исключительное право на соответствующий объект и на получение патента, если договором с работником или Гражданским кодексом РФ (ГК РФ) не предусмотрено иное;
4. Заказчики, которые в случае создания изобретения, полезной модели или промышленного образца подрядчиком (исполнителем) по договору приобретают исключительное право и право на получение патента, либо право использования объекта на условиях безвозмездной простой (неисключительной) лицензии в соответствии с договором и ГК РФ;
5. РФ, субъекты РФ или муниципальные образования, которые приобретают исключительное право и право на получение патента, либо право на использование соответствующего объекта на условиях безвозмездной простой лицензии в соответствии с государственным или муниципальным заключённым контрактом и ГК РФ;
6. Наследники и иные правопреемники обладателя исключительного права на изобретение, полезную модель или промышленный образец, которые могут приобрести соответствующие права в случаях и по основаниям, установленным законом;
7. Иные субъекты, которые могут приобрести права на изобретение и т. д. на основании договора об отчуждении права, лицензионного договора или решения суда о предоставлении принудительной лицензии;
8. Роспатент. Федеральная служба по интеллектуальной собственности, федеральный орган исполнительной власти, который организует приём заявок, выдаёт патенты, регистрирует договоры о предоставлении права на объекты промышленной собственности и др.;
9. Патентные поверенные. Это лица, получившие специальное образование, имеющие опыт работы в области охраны промышленной собственности и выдержавшие специальный экзамен для получения должности патентного поверенного. Они могут работать в качестве наёмных рабочих или быть индивидуальными предпринимателями;
10. Суд по интеллектуальным правам. Это специализированный арбитражный суд, который рассматривает в пределах своей компетенции дела по спорам, связанным с защитой интеллектуальных прав, в качестве суда первой и кассационной инстанции[4][5].

Объектами патентного права являются:
- Изобретение. В качестве изобретения охраняется техническое решение в любой области, относящееся к продукту (в частности, устройству, веществу, штамму микроорганизма, культуре клеток растений или животных) или способу (процессу осуществления действий над материальным объектом с помощью материальных средств). Изобретению предоставляется правовая охрана, если оно является новым, имеет изобретательский уровень и промышленно применимо.

Не являются изобретениями:
1. открытия;
2. научные теории и математические методы;
3. решения, касающиеся только внешнего вида изделий и направленные на удовлетворение эстетических потребностей;
4. правила и методы игр, интеллектуальной или хозяйственной деятельности;
5. программы для ЭВМ;
6. решения, заключающиеся только в представлении информации[6].

- Полезная модель. В качестве полезной модели охраняется техническое решение, относящееся к устройству. Условиями патентоспособности полезной модели будут являться новизна и промышленная применимость. Законодатель не требует наличия изобретательского уровня для полезных моделей. Как видно из определения, в качестве полезной модели может признаваться техническое решение, относящееся только к устройству, в отличие от изобретений, которыми, помимо устройства, могут быть вещество, штамм микроорганизма, культура клеток растений или животных, процесс осуществления действий над материальным объектом с помощью материальных средств.

В России не предоставляется правовая охрана в качестве полезной модели:
1. решениям, касающимся только внешнего вида изделий и направленным на удовлетворение эстетических потребностей;
2. топологиям интегральных микросхем[6].

- Промышленный образец. В качестве промышленного образца охраняется художественно-конструкторское решение изделия промышленного или кустарно-ремесленного производства, определяющее его внешний вид. Промышленный образец сильно отличается от изобретения или полезной модели, он даже похож на один из объектов авторского права, поскольку имеет в совокупности с художественным решением также конструкторское. Промышленному образцу предоставляется охрана, если по своим признакам он является новым и оригинальным. Примером может служить стеклянная бутылка прохладительного напитка, имеющая оригинальный внешний вид изделия.

Не предоставляется правовая охрана в качестве промышленного образца:
1. решениям, обусловленным исключительно технической функцией изделия;
2. объектам архитектуры (кроме малых архитектурных форм), промышленным, гидротехническим и другим стационарным сооружениям;
3. объектам неустойчивой формы из жидких, газообразных, сыпучих или им подобных веществ[6].

В России не могут быть объектами патентных прав:
1. способы клонирования человека;
2. способы модификации генетической целостности клеток зародышевой линии человека;
3. использование человеческих эмбрионов в промышленных и коммерческих целях;
4. иные решения, противоречащие общественным интересам, принципам гуманности и морали[6].

В настоящее время патентование программного обеспечения на законодательном уровне получило распространение в США. Дискуссии о целесообразности такого подхода идут и в Европе. Патентование программных продуктов защищает его разработчиков, безусловно, сильнее, чем авторское право, но возможности для произвола таковы, что классический баланс интересов автора и общества тут значительно нарушается. Так, с 2013 года в Новой Зеландии законодательно запрещено патентование программного обеспечения.

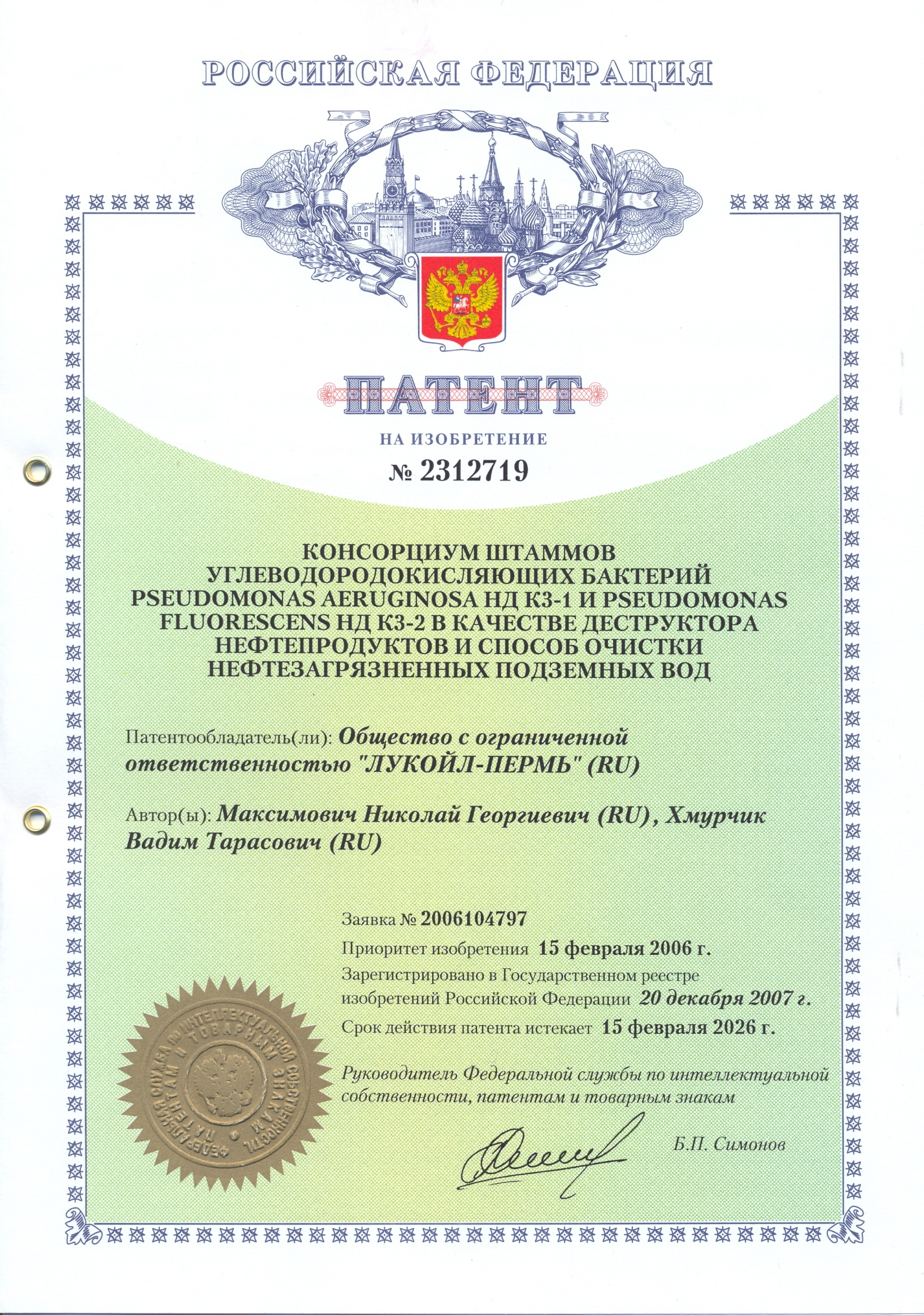
Патент на изобретение
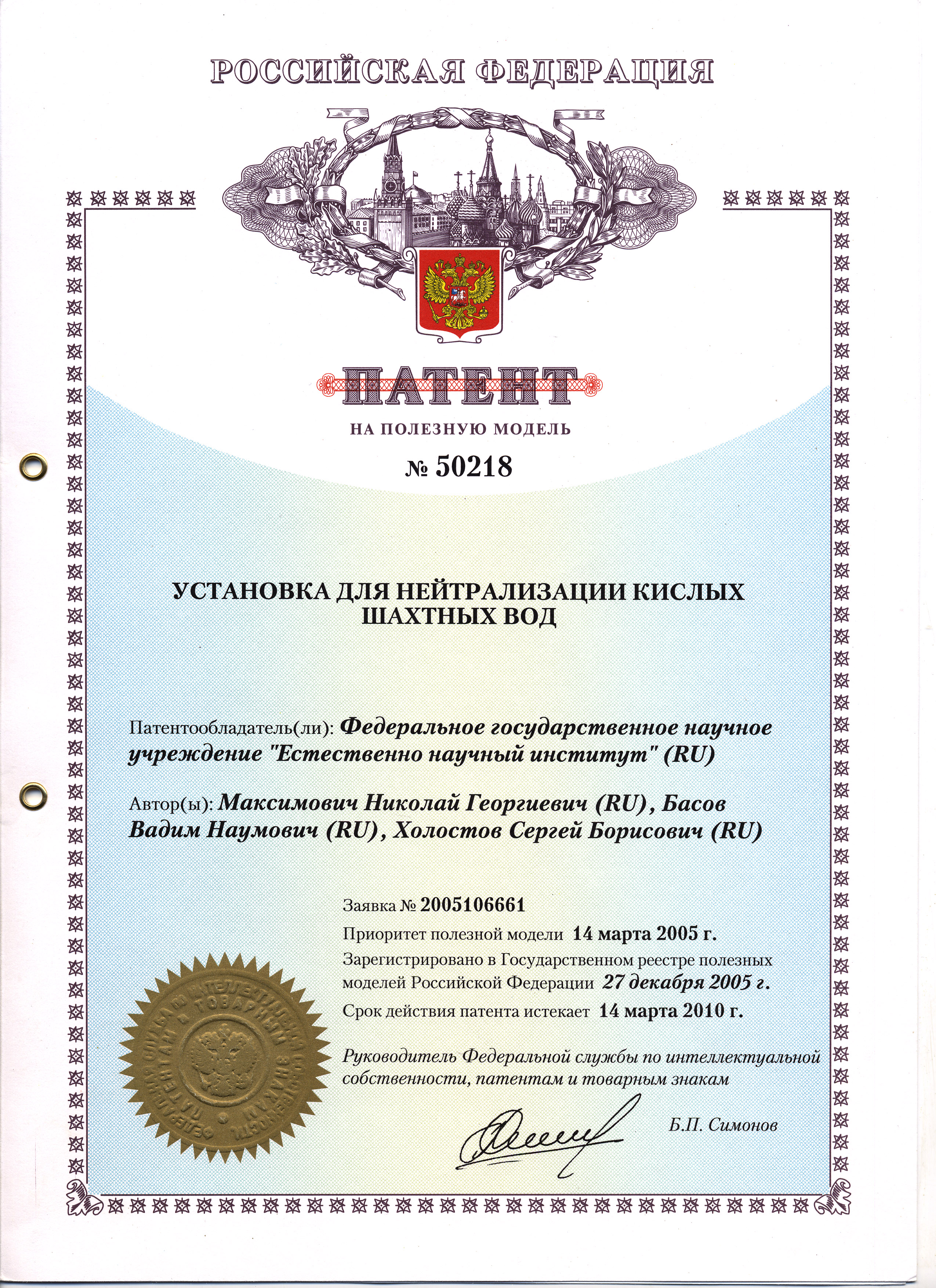
Патент на полезную модель
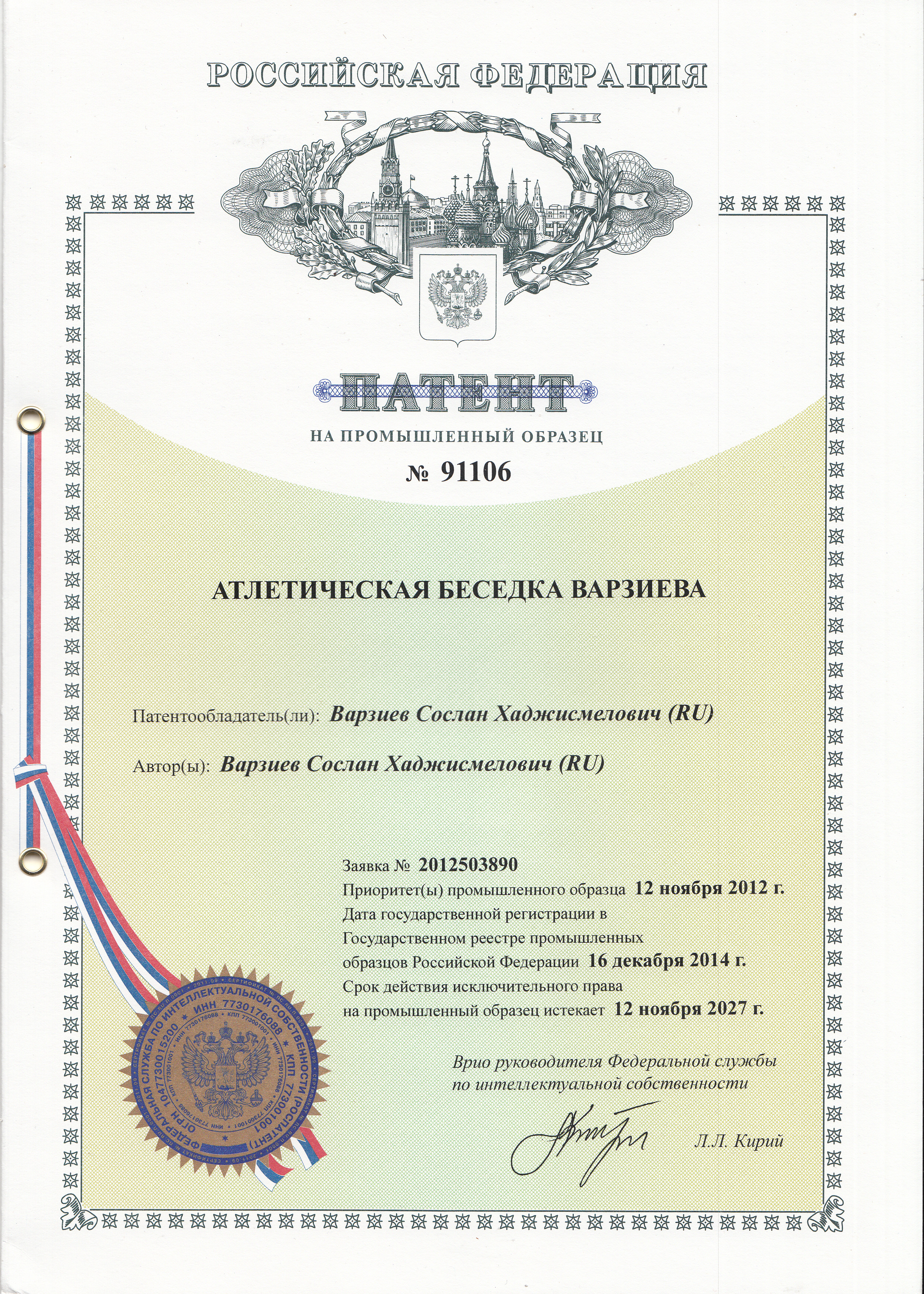
Патент на промышленный образец